# Richard Coudenhove-Kalergi
Richard Coudenhove-Kalergi, (Tokió 1894. november 16. – Schruns, 1972. július 27.) eredeti nevén Richard Nikolaus Eijiro von Coudenhove-Kalergi, リヒャルト・ニコラウス・栄次郎・クーデンホーフ=カレルギー, (németül Richard Nikolaus Eijiro Graf Coudenhove-Kalergi), filozófus, történész, diplomata és szociológus, a páneurópai eszme megfogalmazója. Japán anyakönyve szerint 青山 栄次郎 (Aoyama Eizirô, Aoyama Eijirō, Aojama Eidzsiró).

## Életpályája
Édesapja Heinrich Coudenhove-Kalergi (1859. október 12. – 1906. május 14.) osztrák–magyar gróf, a Monarchia diplomatája, édesanyja Aoyama Mituko (Aoyama Mitsuko, Aojama Micuko, 青山 光子, született Aoyama Mitu, Aoyama Mitsu, Aojama Micu, 青山 みつ) (1874.7.24.-1941.8.27.) japán szamurájcsalád leszármazottja volt. Az apai nagyszülei gróf Franz Karl von Coudenhove (1825–1893), császári kamarás és a görög nemesi származású Marie Kalergi (1840–1877) voltak.
Richard Coudenhove-Kalergi Tokióban született, majd iskoláit először Csehországban, majd Ausztriában, a híres Theresianumban végezte. Az érettségi után a Bécsi Egyetemen filozófiát és történelmet tanult, ahol ezt követően 1916-ban doktori címet szerzett.
Egyetemi tanulmányai alatt ismerkedett meg Ida Roland Klausner osztrák színésznővel, akit 1915-ben vett feleségül. Első felesége halála után, 1952-ben újra megnősült, Alexandra von Tiele svájci grófnőt vette el. Azonban boldogságuk – az asszony eltávozása nyomán – csak rövid ideig tartott, így 1969-ben Melanie Benatzky Hoffmann személyében új élettársra talált.
Alig 28 évesen, 1922-ben jelentette meg indítványát "Páneurópa – Egy indítvány" címmel , majd 1923-ban megjelent könyve "Páneurópa" címmel, mely megalapozta a Páneurópa mozgalom alapjait és eszmeiségét. Célja egy olyan európai közösség létrehozása volt, mely politikai és gazdasági érdekközösségként megakadályozhatja egy újabb világháború kirobbanását.
1931-ben könyvet írt Sztálinról és birodalmáról „Stalin & Co” címmel, 1937-ben pedig Hitlerről és nemzetiszocialista államáról írt egy újabbat „Totális Állam – Totális Ember” címmel. Ezekben a műveiben szembeszállt a korszak mindkét totális és diktatórikus mozgalmával, a nemzetiszocializmussal és a kommunizmussal is. Mozgalmát 1933-ban a nemzetiszocialista hatalomátvétel után Németországban betiltották, így a gróf előbb Svájcba, majd az Egyesült Államokba távozott.
Tevékenységét a második világháború után is folytatta, az ő szellemiségét tükrözte Winston Churchill híres 1946-os zürichi beszéde, melyben egy "egyesült Európa" létrehozására tett javaslatot. Emellett Coudenhove-Kalergi kezdeményezte az Európai Parlamentáris Unió létrehozását is 1947-ben.
1950-ben elsőként vehette át az európai egység megteremtésében játszott életművéért a Nagy Károly–díjat (Karlspreis vagy Charlemagne Award), amelyet Aachen városa adományoz azoknak, akik a legtöbbet tették az európai egység és az európai béke megteremtéséért.
Coudenhove-Kalergi fiatal korától tagja volt a bécsi Humanitas szabadkőműves páholynak, mely elsősorban karitatív tevékenységgel és pacifista kezdeményezések támogatásával hívta fel magára a figyelmet.

## Coudenhove-Kalergi-díj
A tekintélyes Coudenhove-Kalergi Európai Díjat kétévente ítélik oda olyan személyiségeknek, akik jelentős mértékben hozzájárultak az egyesült és békés Európa projektjéhez. A díjat az Európai Coudenhove-Kalergi Társaság ítéli oda, amelyet 1978-ban alapítottak „a nagy európai látnok” Richard von Coudenhove-Kalergi tiszteletére.[forrás?]
Díjazottak:
- 1986. I. Juan Carlos
- 1990. Helmut Kohl
- 1992. Ronald Reagan
- 1998. Emil Constantinescu
- 1999. Yehudi Menuhin
- 2006. Vaira Vīķe
- 2010. Angela Merkel
- 2012. Herman Van Rompuy
- 2014. Jean-Claude Juncker
- 2018. (posztumusz) a Mennyei Százas, a Euromajdan ukrán hősei
- 2020. Klaus Iohannis

## Magyarul
- Sztálin és tsa; ford. Dénes Béla; Kosmos, Bp., 1935 (Kis kosmos könyvek)
- Totális állam, totális ember; ford. Gáspár Zoltán; Századunk, Bp., 1938
- Sztálin és tsa; ford. Dénes Béla / Totális állam, totális ember; ford. Gáspár Zoltán; PVP Stúdió, Bp., 1995 (Magyar páneurópa könyvek)
- Gyakorlati idealizmus. Nemesség – technika – pacifizmus; ford. Tóth Károly Antal, bev. Maleczki József, Tóth Gy. László, Szakács Árpád; Kárpátia Stúdió, Köröstarkány–Balatonfőkajár–Budapest, 2023